# Agnes Holler
Agnes Holler MSC (* 2. September 1881 in Ruhmannsfelden, Niederbayern als Katharina Holler; † 13. August 1904 in den Bainingbergen, Papua-Neuguinea, ermordet) war eine deutsche Missionsschwester und Märtyrin.

## Leben
Katharina Holler aus Ruhmannsfelden (Landkreis Regen) trat am 25. März 1901 im Alter von 19 Jahren in den Orden der Missionsschwestern vom Heiligsten Herzen Jesu von Hiltrup ein, nahm den Ordensnamen Agnes an und reiste am 10. September 1902 nach Neu-Britannien (heute Teil von Papua-Neuguinea). Sie gehörte zu der am 14. April 1903 gegründeten Schwesternstation St. Paul in den Bainingbergen. In den frühen Morgenstunden des 13. August 1904 ermordeten Angehörige des Volksstamms der Baining in der Mission St. Paul Pater Matthäus Rascher und neun Missionare und Missionsschwestern (darunter die 22 Jahre alte Agnes Holler).

## Gedenken
Die Römisch-katholische Kirche in Deutschland hat Schwester Agnes Holler als Märtyrin in das deutsche Martyrologium des 20. Jahrhunderts aufgenommen.